# Jørn Hurum
Jørn Harald Hurum (* 4. listopadu 1967 Drammen) je norský paleontolog. Vystudoval Univerzitu v Oslu a od roku 2013 je profesorem na univerzitním muzeu přírodní historie.
Je významným propagátorem vědy, autorem mnoha odborných i popularizujících článků, výstav a výukových programů pro školy. Uvádí televizní pořad o vědě Jørns hjørne. Je nositelem norských odborných ocenění Formidlingsprisen a Folkeopplysningsprisen a časopis National Geographic Magazine mu udělil cenu Emerging Explorer.
V Mongolsku zkoumal Multituberculata, o nichž napsal svoji disertační práci. Od roku 2004 vede vykopávky na Špicberkách, kde bylo nalezeno množství druhohorních fosilií, např. pliosaurus nazvaný Predátor X, označovaný za největšího známého masožravce. O tomto objevu natočil Sid Bennett celovečerní dokumentární film pro History Channel. Hurum také získal holotyp primáta z eocénu druhu Darwinius masillae nalezený v německém Messelském dole, který podle své dcery pojmenoval Ida. Označil tohoto živočicha za chybějící článek ve vývoji lidského druhu, avšak podle většiny odborníků jde spíše o příbuzného lemurů. Hurum byl proto obviněn z porušení vědecké etiky a snahy o lacinou senzaci.